# Gare de Vougeot - Gilly-lès-Cîteaux
Gare de Vougeot - Gilly-lès-Cîteaux – przystanek kolejowy w Gevrey-Chambertin, w departamencie Côte-d’Or, w regionie Burgundia-Franche-Comté, we Francji.
Jest przystankiem kolejowym Société nationale des chemins de fer français (SNCF), obsługiwanym przez pociągi TER Bourgogne.